# إسبلبوند إنترتنمنت
إسبلبوند إنترتنمنت (بالإنجليزية: Spellbound Entertainment)، هي شركة ألمانية سابقة كانت مطورة ألعاب الفيديو، تأسست عام 1994، وأغلقت عام 2012، وأنشئت شركة بديلة عنها بلاك فورست غيمز، كانت تقع في مدينة أوفنبورغ.